# Мацієвський Олександр Ігорович
Олекса́ндр І́горович Маціє́вський (рум. Alexandru Mațievschi; 10 травня 1980, Кишинів, Молдавська РСР, СРСР — 30 грудня 2022, біля м. Соледар, Бахмутський район, Донецька область, Україна) — солдат Збройних сил України, учасник російсько-української війни, що був розстріляний російськими військовими за вигук «Слава Україні!». Посмертно нагороджений званням Герой України у 2023 році.

## Життєпис
Народився 10 травня 1980 року в Кишиневі, Молдовська РСР, був громадянином Молдови. У 1997 році закінчив школу. Потім вступив у технікум, після закінчення якого отримав диплом електромонтажника.
У 2008 році Олександр з дружиною та сином переїхав із родиною до України, до міста Ніжин, Чернігівської області. Тут працював за спеціальністю.
З першого дня повномасштабного російського вторгнення в Україну, 24 лютого 2022 року, пішов до Ніжинського ТЦК та СП, але не зміг одразу потрапити до війська. Він допомагав споруджувати укріплення, вартував на блокпосту, готував пляшки з запалювальною сумішшю і знову звертався до збірного пункту.
11 березня його зарахували до 163 ОБТрО 119 ОБрТрО Сил ТрО ЗСУ «Північ» (в/ч А7329), який захищав Чернігівщину. Олександр пройшов навчання, його призначили снайпером. У листопаді його підрозділ перекинули в район Бахмуту, де він виконував завдання близько місяця. Згодом підрозділ перевели до району Соледару Донецької області.
30 грудня 2022 року роту вогневої підтримки Мацієвського направили в район поблизу села Красна Гора, який уже зайняв противник. За посадою Олександр був снайпером, але в тому бою він був з автоматом. На крайньому фланзі оборони розмістили 5 бійців, включно з Мацієвським. У ході 12-годинного бою рота успішно відбила атаки ворога. Під час бою зв'язок із групою бійців та Олександром Мацієвським втратили. Обставини загибелі Мацієвського певний час були невідомі.
У лютому 2023 року тіла Мацієвського та двох його побратимів повернули додому. 14 лютого 2023 року Мацієвського поховали в Ніжині
У воїна залишились мати, дружина та син.
Мав подвійне громадянство — України та Молдови.

## Страта
6 березня 2023 року в мережі Інтернет та ЗМІ з'явилося відео з розстрілом невідомого, ймовірно, українського військовополоненого, страченого росіянами за слова «Слава Україні». На записі тривалістю 12 секунд було видно беззбройного чоловіка у військовій формі, схожій на однострій ЗСУ, який стояв під прицілами автоматів серед лісу у виритій ямі та курив, дивлячись на того, хто веде зйомку. Голос за кадром російською вигукнув: «Знімай його», солдат говорить «Слава Україні», через мить у нього стріляють кількома автоматними чергами. Після кількох влучань чоловік падає, але його продовжують розстрілювати, а голос за кадром вимовляє "Помри, сука". Перед вбивством його, ймовірно, змусили викопати собі могилу, на відео він у ямі, а ззаду лежить лопата.
За твердженням бійців 163-го батальйону ТРО і родичів на цьому відео був Олександр Мацієвський. Згодом інформацію, що на відео саме Олександр Мацієвський, підтвердило Регіональне управління Сил територіальної оборони «Північ» ЗСУ — на відео воїна впізнали його рідні та побратими.
12 березня 2023 року Служба безпеки України остаточно підтвердила — розстріляним бійцем є Олександр Мацієвський. Слідчі дії зі встановлення причетних до відповідальності за розстріл військовополоненого тривають.

### Реакція у світі
Розстріл росіянами беззбройного полоненого викликав хвилю засудження не лише в Україні, а й в інших країнах світу — за лічені години після появи відео хештег «Слава Україні!» очолив світові тренди Twitter. Сотні тисяч користувачів опублікували на своїх сторінках фото українського воїна перед розстрілом. До скорботного флешмобу долучилися і відомі люди та світові політики. Президент України Володимир Зеленський констатував, що Росія убиває людей в Україні за сам факт, що вони українці, за проукраїнські погляди.
У Генштабі ЗСУ заявили, що розстріл беззбройного полоненого російськими окупантами є підтвердженням нехтування Росією норм міжнародного гуманітарного права та звичаїв війни.
Уповноважений ВРУ з прав людини Дмитро Лубінець відправив відео омбудсменам з різних країн, глава МЗС України Дмитро Кулеба закликав прокурора Міжнародного кримінального суду Каріма Хана розпочати негайне розслідування.
У Міністерстві закордонних справ Молдови зазначили, що показову страту військового варто кваліфікувати як воєнний злочин та грубе порушення міжнародних гуманітарних законів.

## Нагороди
- Звання Герой України з удостоєнням ордена «Золота Зірка» (13 березня 2023, посмертно) — за особисту мужність і героїзм, виявлені у захисті державного суверенітету та територіальної цілісності України, вірність військовій присязі.[24][25][26]
- «Почесний громадянин Івано-Франківська»(24 березня 2025, посмертно) [27][28]

## Вшанування пам'яті
- 28 березня 2023 року на честь Мацієвського в Ніжині перейменували вулицю 3-й мікрорайон.[29]
- 30 березня 2023 року у Чернігові вулицю Попудренка перейменували на вулицю Мацієвського.[30]
- 19 квітня 2023 року у Краматорську вулицю Комарова перейменували на вулицю Мацієвського.
- 30 квітня 2023 року у Києві з'явився мурал із зображенням Мацієвського та написом «Слава Україні. Героям Слава!»[31]
- 24 березня 2023 року у Рівному на території управління патрульної поліції з'явився мурал із зображенням Мацієвського.[32]
- 3 травня 2023 року Микола Глеба, різьбяр з Іршавщини, створив дерев'яну скульптуру Мацієвського в межах Фестивалю дерева, який проходив у місті Сандрингем (Велика Британія).[33]
- 5 травня 2023 року у Ізюмі вулицю Толбухіна перейменували на вулицю Мацієвського.[34]
- 25 червні 2023 року в Берліні з'явилося графіті з Мацієвським біля антитоталітарного Музею берлінського муру (Museum Haus am Checkpoint Charlie) на Фрідріхштрассе 43–45.[35]
- 12 вересня 2023 року встановлено пам'ятник Мацієвському на території «Tsilosani» у Тбілісі, Грузія. П'єдестал містить напис «Героям слава»[36][37]
- 26 жовтня 2023 року у селищі Гребінки Київської області перейменували провулок 1 Травня на провулок Олександра Мацієвського.
- 25 листопада 2023 року в місті Ніжині відкрили меморіал на честь загиблих захисників України. Центральною фігурою став бронзовий пам'ятник Герою України Олександру Мацієвському.[38]
- 6 грудня 2023 року, в День ЗСУ, в Києві відкрито експозицію, присвячену Мацієвському[39][40][41], а також скульптуру героя на території Національного історико-архітектурного музею «Київська фортеця».[42]
- 17 жовтня 2024 року, в громадській організації «Демос» у Алматі, Казахстані було встановлено монумент на честь Героя України Олександра Мацієвського, який символізує стійкість, відданість ідеалам свободи та справедливості.[43]
- У серпні 2025 року у селі Водяники Черкаської області відкрито меморіальний комплекс «Символ незламності» центральною фігурою якого є пам'ятник Олександру Мацієвському[44].